# In the Fishtank
In the Fishtank is een project van de Nederlandse platenmaatschappij Konkurrent. Hierbij worden een of twee muziekgroepen uitgenodigd om gedurende twee dagen een album op te nemen in een studio.

## Albums
- In the Fishtank 1. NoMeansNo
- In the Fishtank 2. Guv'ner
- In the Fishtank 3. Tassilli Players
- In the Fishtank 4. Snuff
- In the Fishtank 5. Tortoise en The Ex
- In the Fishtank 6. June of 44
- In the Fishtank 7. Low en Dirty Three
- In the Fishtank 8. Willard Grant Conspiracy en Telefunk
- In the Fishtank 9. Sonic Youth, Instant Composers Pool en The Ex
- In the Fishtank 10. Motorpsycho en Jaga Jazzist Horns
- In the Fishtank 11. The Black Heart Procession en Solbakken
- In the Fishtank 12. Karate
- In the Fishtank 13. Solex en M.A.E.
- In the Fishtank 14. Isis en Aereogramme
- In the Fishtank 15. Sparklehorse en Fennesz